# Agrarista Emiliano Zapata
Agrarista Emiliano Zapata är en ort i Mexiko.   Den ligger i kommunen Atzitzihuacán och delstaten Puebla, i den sydöstra delen av landet, 90 km sydost om huvudstaden Mexico City. Agrarista Emiliano Zapata ligger 2 019 meter över havet och antalet invånare är 306.
Terrängen runt Agrarista Emiliano Zapata är kuperad. Runt Agrarista Emiliano Zapata är det ganska glesbefolkat, med 34 invånare per kvadratkilometer. Närmaste större samhälle är Tetela del Volcán, 17,0 km nordväst om Agrarista Emiliano Zapata. I omgivningarna runt Agrarista Emiliano Zapata växer huvudsakligen savannskog.